# Ocicat
L'ocicat est une race de chat originaire des États-Unis. Ce chat de taille moyenne est caractérisé par sa robe couleur fauve tachetée rappelant celle de l'ocelot.

## Origines
L'ocicat a été créé en 1964 aux États-Unis par une éleveuse,  Virginia Daly. Elle souhaitait obtenir des siamois tabby point et croisa pour cela un métis abyssin-siamois avec un siamois chocolat. Parmi les chatons de la portée, elle obtint un mâle à la robe très originale rappelant celle d'un ocelot. Il fut malgré tout castré. 
Pendant ce temps, d'autres éleveurs croisèrent abyssins, siamois, orientaux, mau égyptiens et american shorthair pour obtenir un chat ressemblant à l'ocicat actuel. 
La race s'appela donc « ocicat », de la contraction entre « ocelot » et « cat ».
La TICA et la CFA reconnurent la race en 1986. Le premier ocicat arrive en France en 1989, mais il y reste rare, contrairement à son pays d'origine où il est très populaire.

## Standards

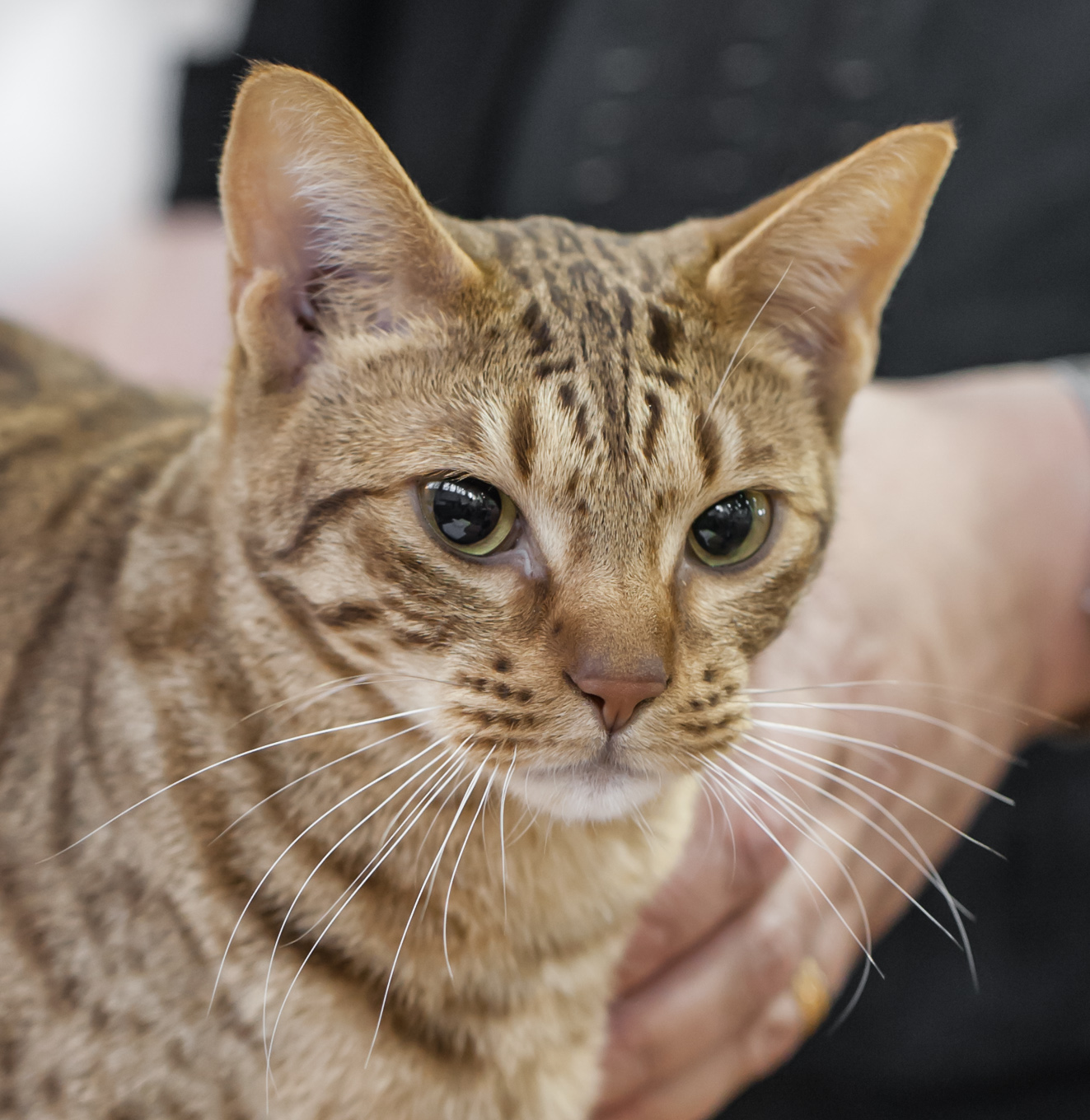
Portrait d'une femelle couleur chocolat présentée en exposition féline en Finlande.

L'ocicat est un chat de taille moyenne, avec un profil assez équilibré de type médioligne. Le corps est long, avec un dos droit et des postérieurs légèrement plus longs que les antérieurs. La musculature puissante lui donne une apparence d'athlète. Les pattes sont de longueur moyenne et bien musclées, les pieds ovales et proportionnés au corps. La queue est moyenne à longue, assez épaisse à sa base et s'effile vers l'extrémité.
La tête forme de face un triangle adouci, avec des pommettes marquées et un museau carré. Si on la regarde de profil, on peut remarquer un léger creux entre le front et le nez mais il ne doit pas y avoir de cassure nette. Les yeux sont ovales, bien espacés l'un de l'autre et placés un peu de biais. Toutes les couleurs sont acceptées sauf le bleu. Les oreilles sont de taille moyenne avec, de préférence, des plumets au bout.
La fourrure est courte, près du corps. Le poil est fin mais dense. Le seul motif autorisé est le spotted tabby.
La race compte sept couleurs : le marron (génétiquement noir), le bleu, le chocolat, le lilas, le cannelle et le faon. Chaque variété présente des taches foncées en accord avec le reste du pelage, plus clair. Ce dernier est constitué de poils marqués de ticking, c'est-à-dire une alternance, sur un même poil, de bandes claires et de bandes foncées. 
Un peu à part, la variété silver existe dans les six variétés mentionnées ci-dessus. La particularité d'un ocicat silver est son pelage de fond très clair, presque blanc, qui renforce le contraste avec les taches.

Les différentes couleurs de l'ocicat
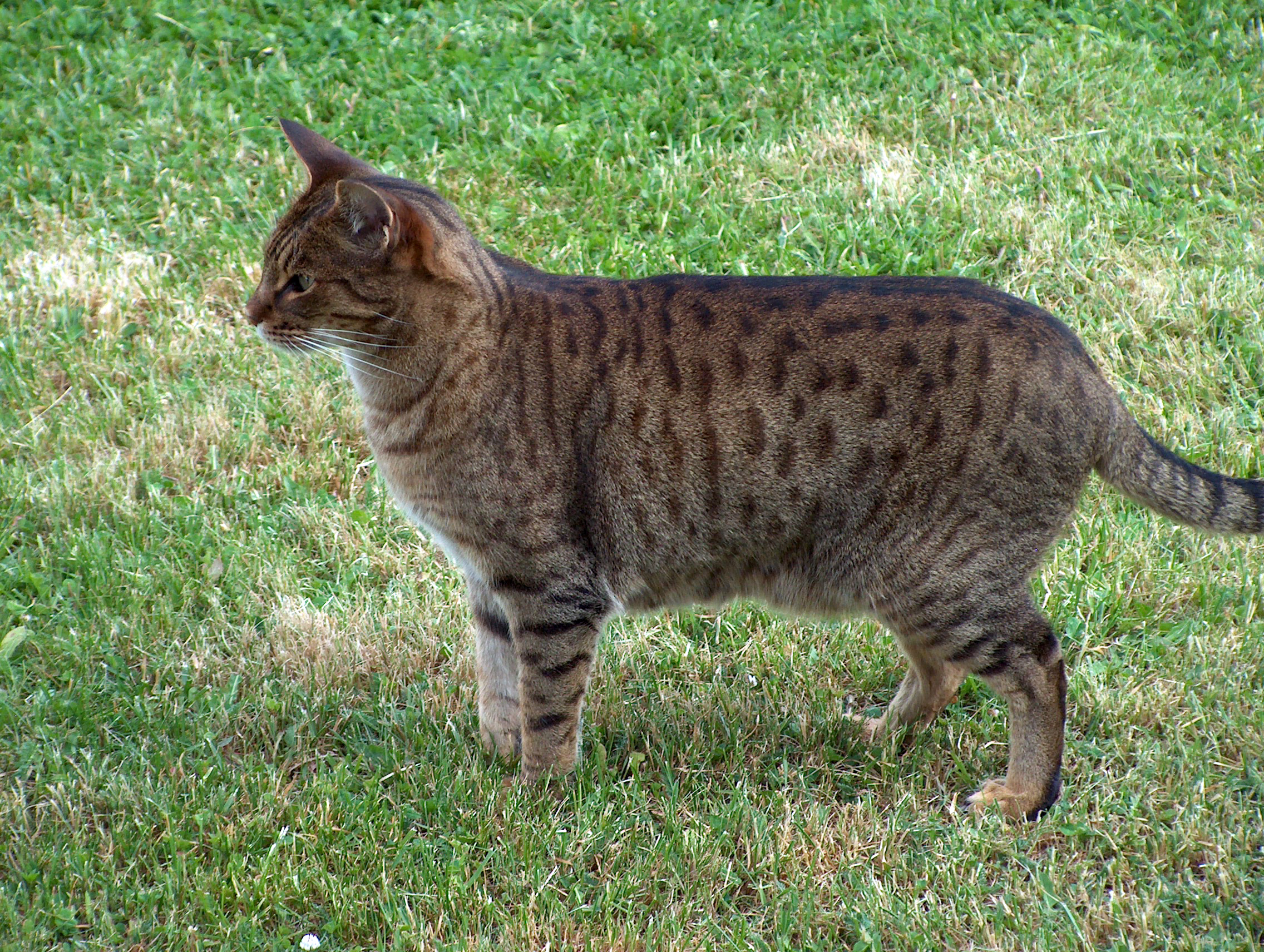
Brown tabby
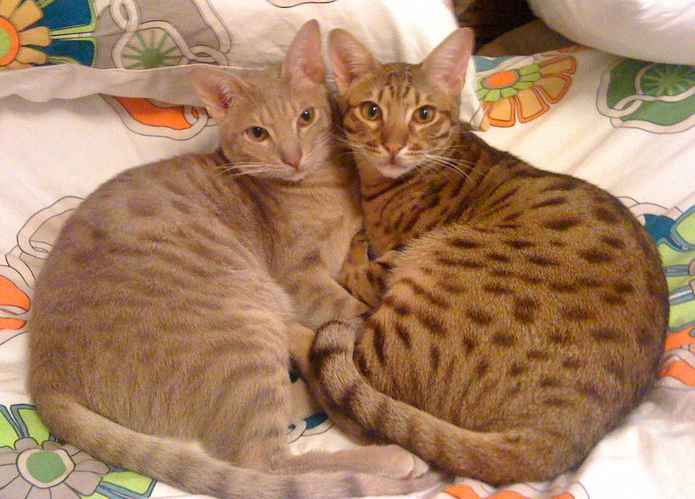
Lavande (à gauche) et chocolat (à droite)
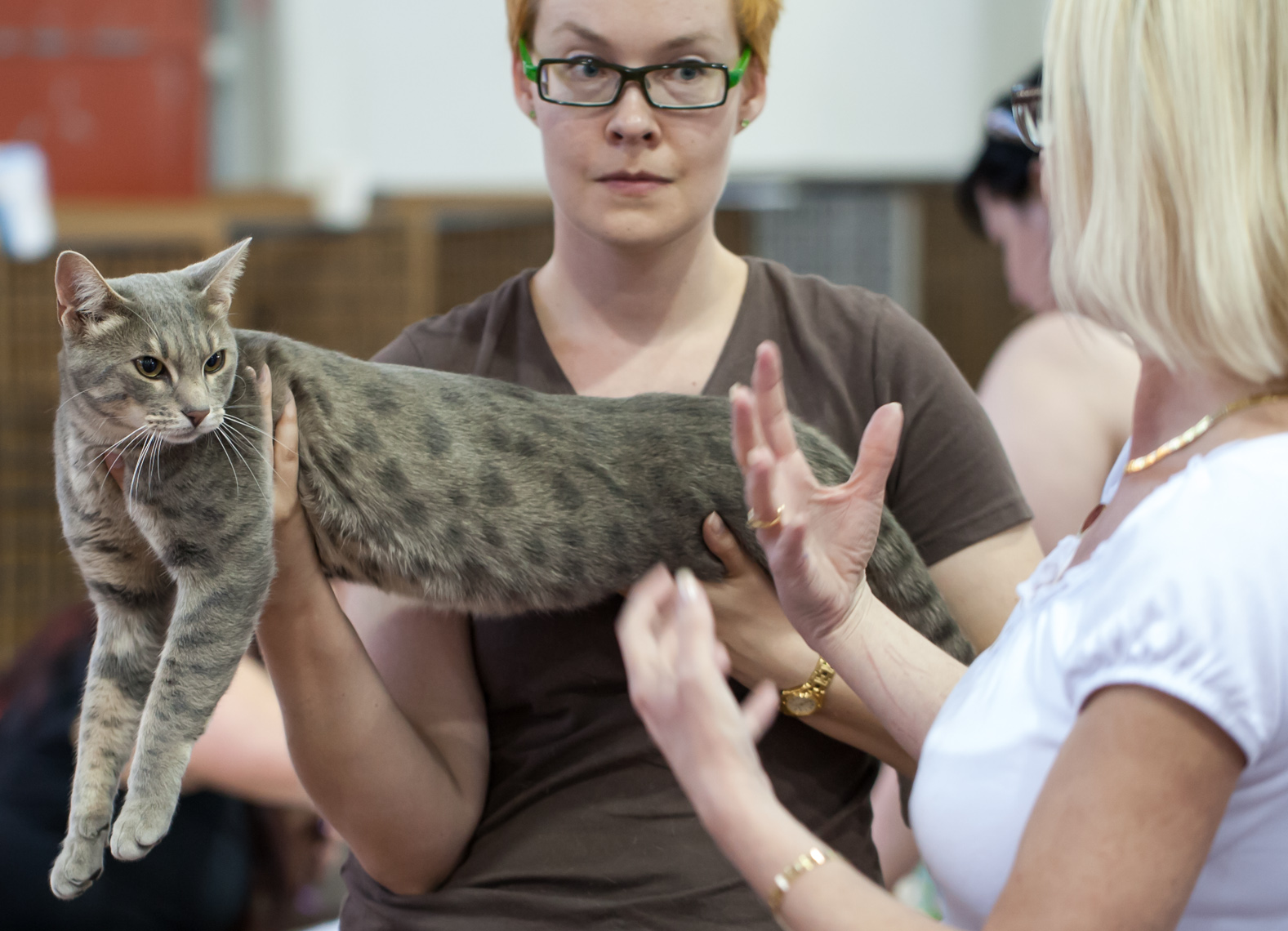
Bleu
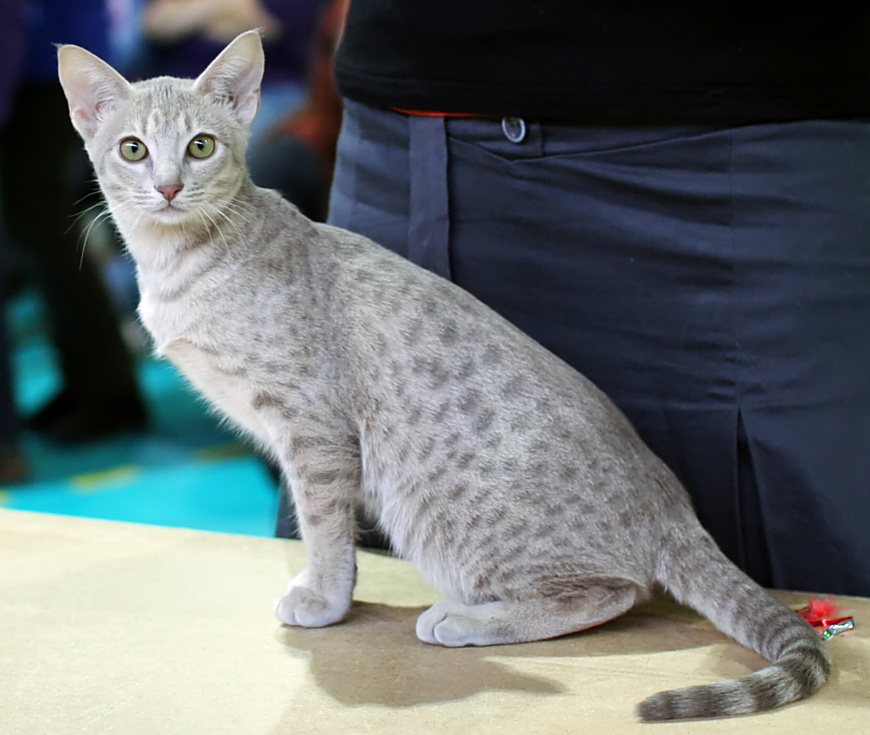
Lilas

## Caractère

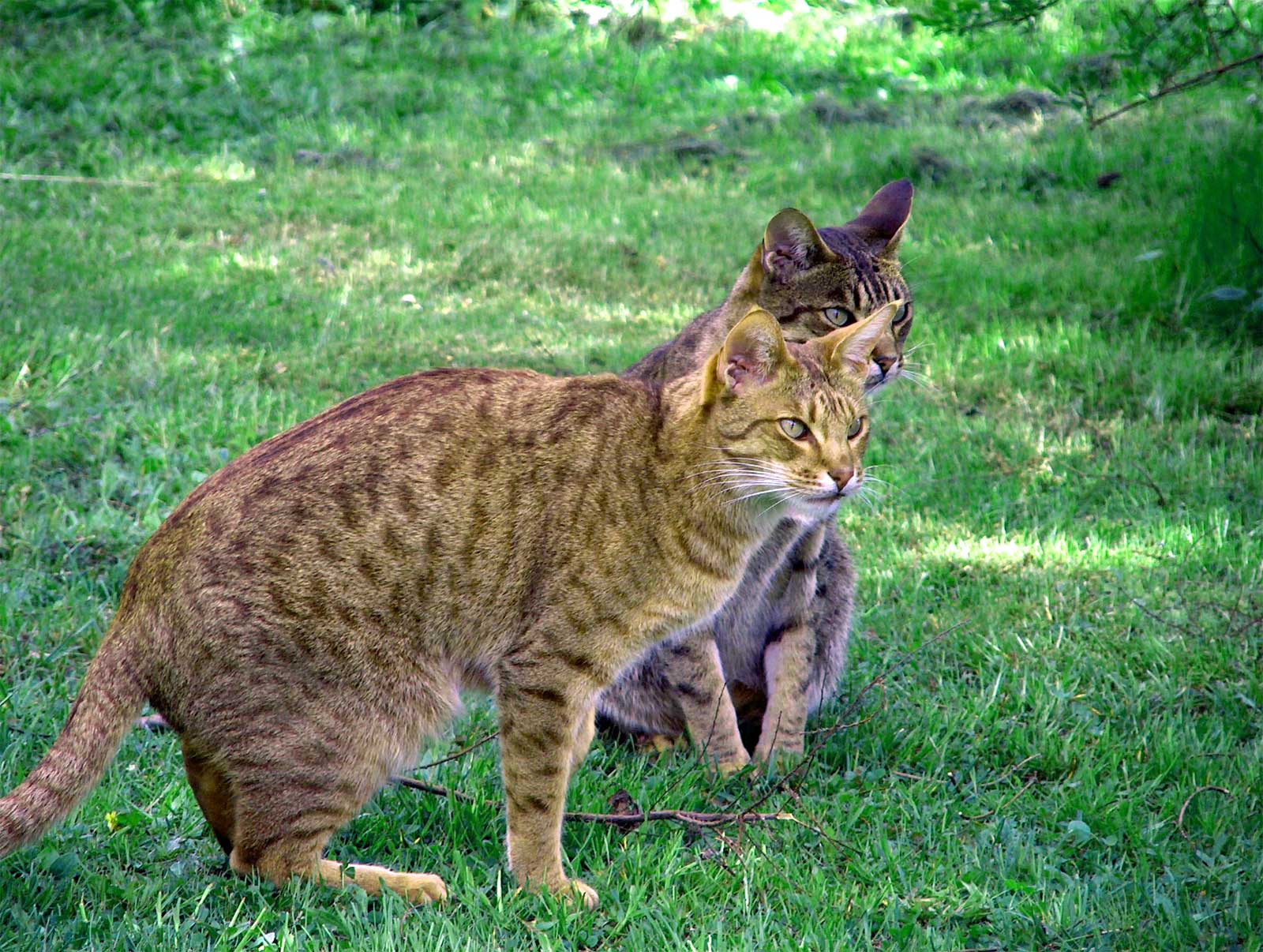
Deux ocicats à l'affût

Les traits de caractère ne sont pas décrits dans les standards et constituent des tempéraments généralement observés chez la race. Ils restent parfaitement individuels et sont avant tout fonctions de l'histoire de chaque chat.
L'ocicat est décrit comme un chat sociable avec les humains et les autres animaux, affectueux et très actif. Il supporterait mal la solitude et c'est également le terme « chat-chien »  qui le décrit souvent. Il serait aussi affectueux que le siamois mais pas aussi expressif.

### Source
- 70 Fiches de race